# (20850) Gaglani
(20850) Gaglani (2000 VF2) – planetoida z pasa głównego asteroid okrążająca Słońce w ciągu 3,69 lat w średniej odległości 2,39 j.a. Odkryta 1 listopada 2000 roku.